# Cavell Corona
Cavell Corona est une corona, formation géologique en forme de couronne, située sur la planète Vénus par 38,3° N et 18,8° E. Elle est localisée dans le quadrangle de Bereghinya Planitia. Elle a été nommée en référence à Edith Cavell, infirmière britannique, héroïne (1865-1915) (anciennement Cavell Patera). 

## Géographie et géologie
Cavell Corona couvre une surface circulaire d'environ 100 km de diamètre. 